# Jesse White
Jesse Allen White (Denver, 19 de abril de 1986) é um lutador de wrestling profissional estadunidense que atualmente trabalha para a WWE, lutando no território de desenvolvimento Florida Championship Wrestling (FCW) sob o nome Jake Carter. Ele é atualmente Campeão de Duplas da Flórida com Corey Graves. Ele é um ex-jogador de futebol americano profissional e universitário, na Universidade de Oklahoma, mas teve de desistir devido a uma lesão nas costas. Ele é um lutador de segunda geração.

## Carreira no wrestling profissional

### Promoções independentes (2009-2011)
Ele começou a treinar em 2009 no Japão com seu pai Leon White. Ele trabalhou com seu pai em diversas ocasiões. Em 30 de abril de 2011, foi anunciado que Jesse havia sido contratado pela WWE.

### World Wrestling Entertainment / WWE (2011-presente)

#### FCW e NXT (2012-presente)
Após ser contatado, ele não lutou na Florida Championship Wrestling até 18 de março de 2012, quando apareceu em um vídeo promocional com Corey Graves e Summer Rae. Em 17 de março, Carter ganhou o FCW Florida Tag Team Championship com Graves ao derrotar Bo Rotundo e Husky Harris.
Um mês depois 2012, Carter e Graves lutaram no primeiro episódio do WWE NXT na Full Sail University, derrotando C.J. Parker e Nick Rogers.

## Vida pessoal
White é filho de Big Van Vader. Ele queria jogar na National Football League, mas teve que se aposentar antes de se tornar um profissional após uma lesão nas costas.

## No wrestling
- Movimentos de finalização
  - Crossbody da corda mais alta

- Movimentos secundários
  - Running Bulldog

- Alcunhas
  - Jake "The Great" Carter

- Manager
- Summer Rae

## Títulos e prêmios
- Florida Championship Wrestling
  - FCW Florida Tag Team Championship (1 vez) - com Corey Graves[7]